# ويل لامرت
ويل لامرت (بالألمانية: Will Lammert)‏ هو نحات ألماني، ولد في 5 يناير 1892 في هاغن في ألمانيا، وتوفي في 30 أكتوبر 1957 في برلين في ألمانيا.

## معرض صور

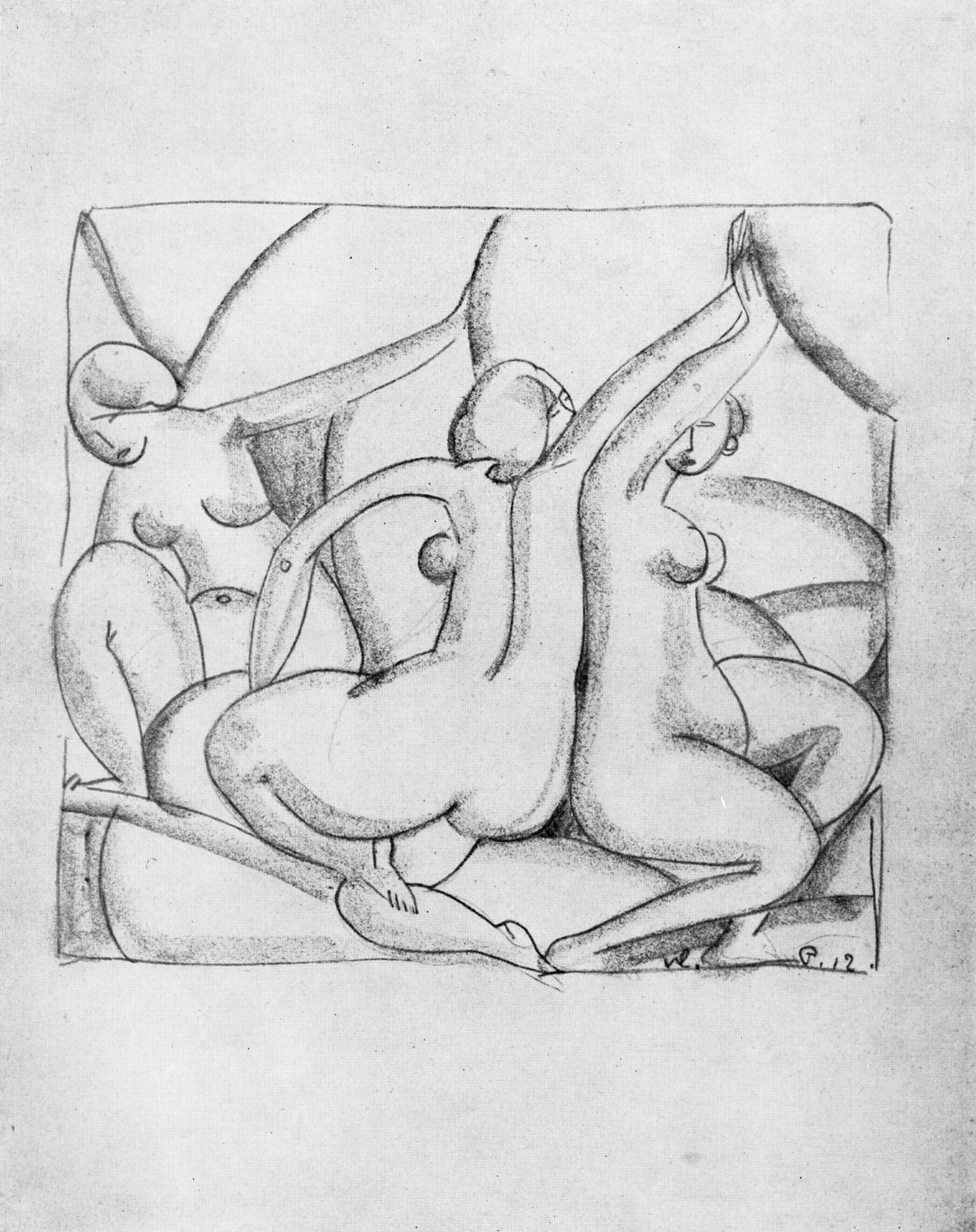
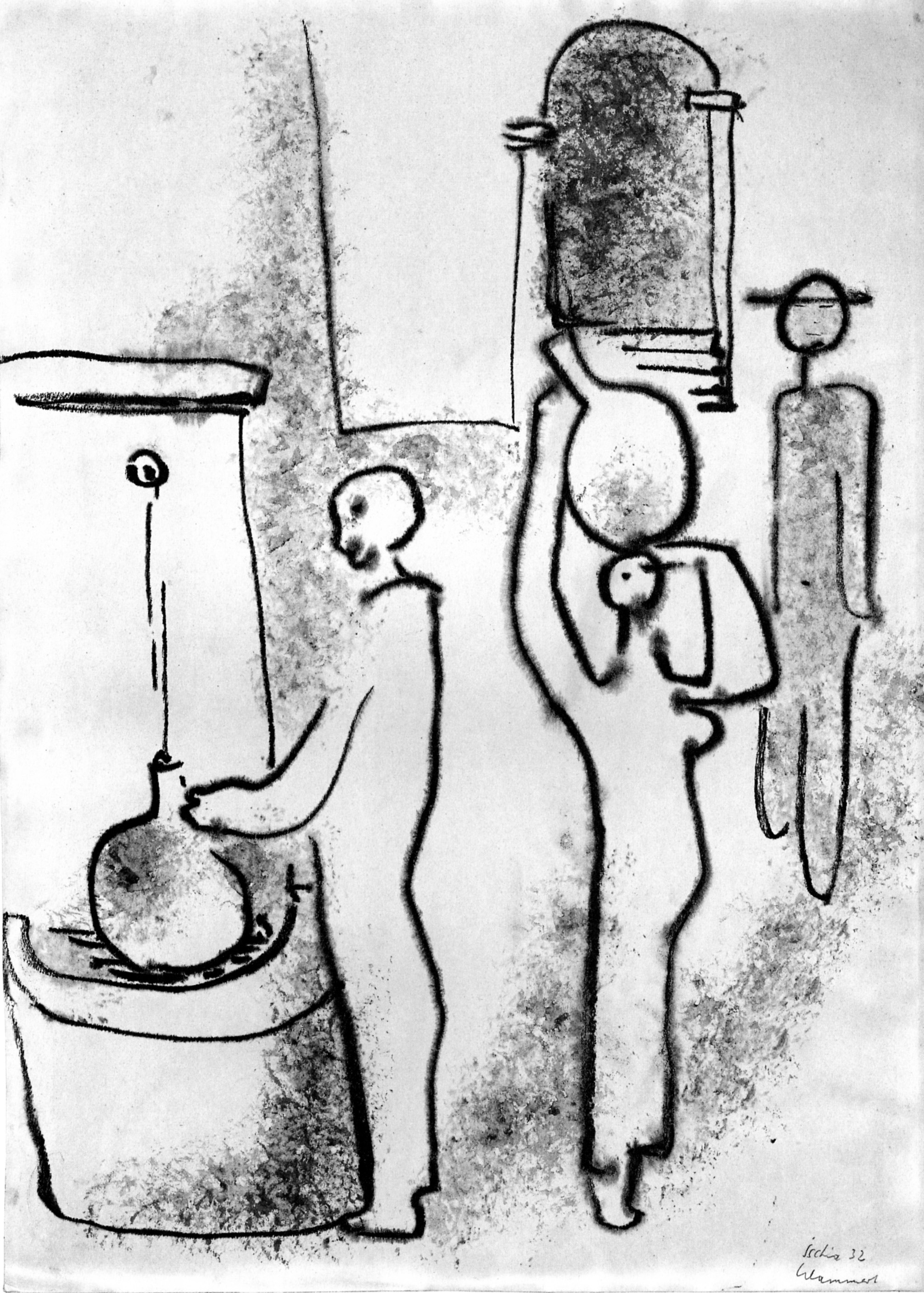
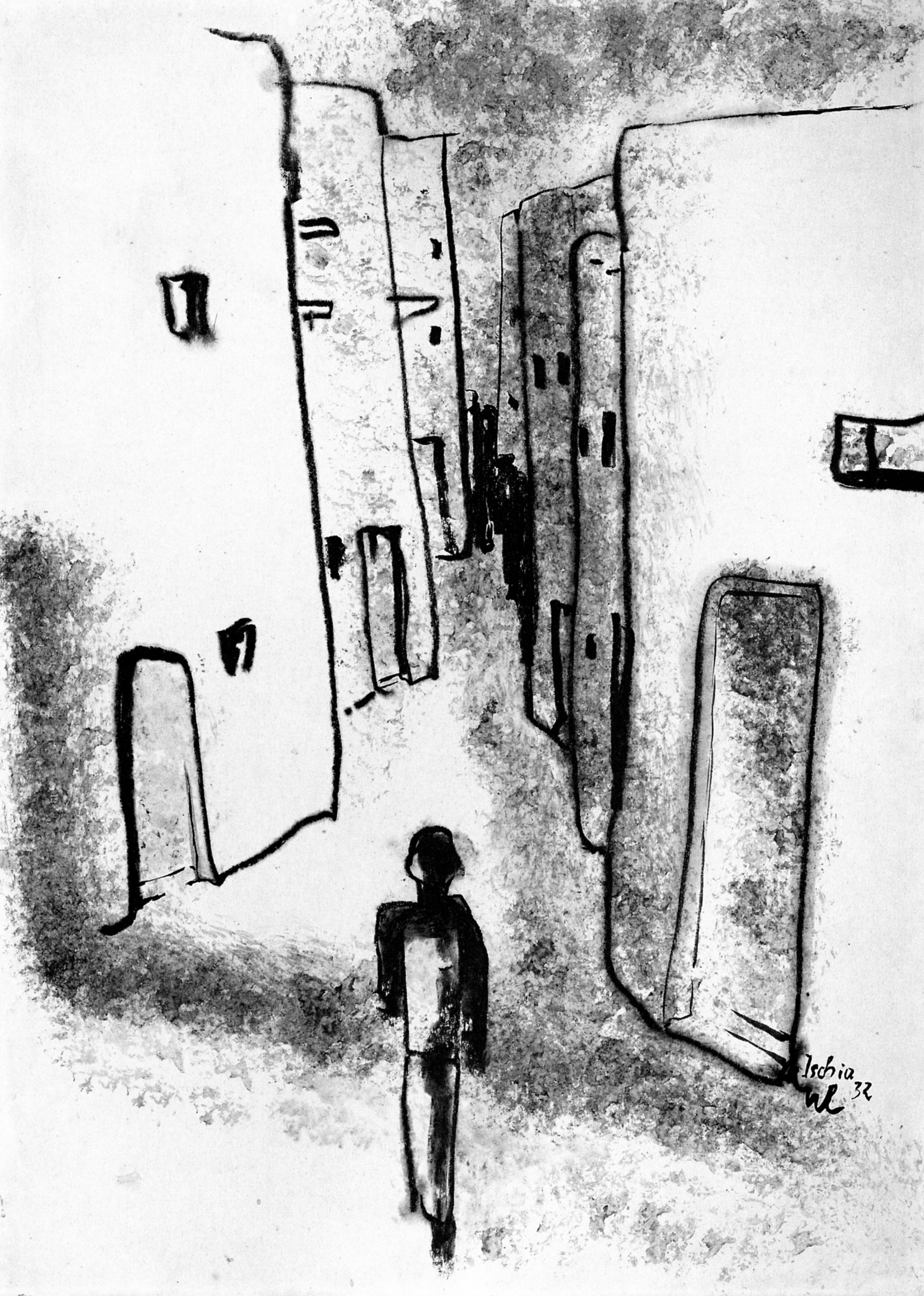
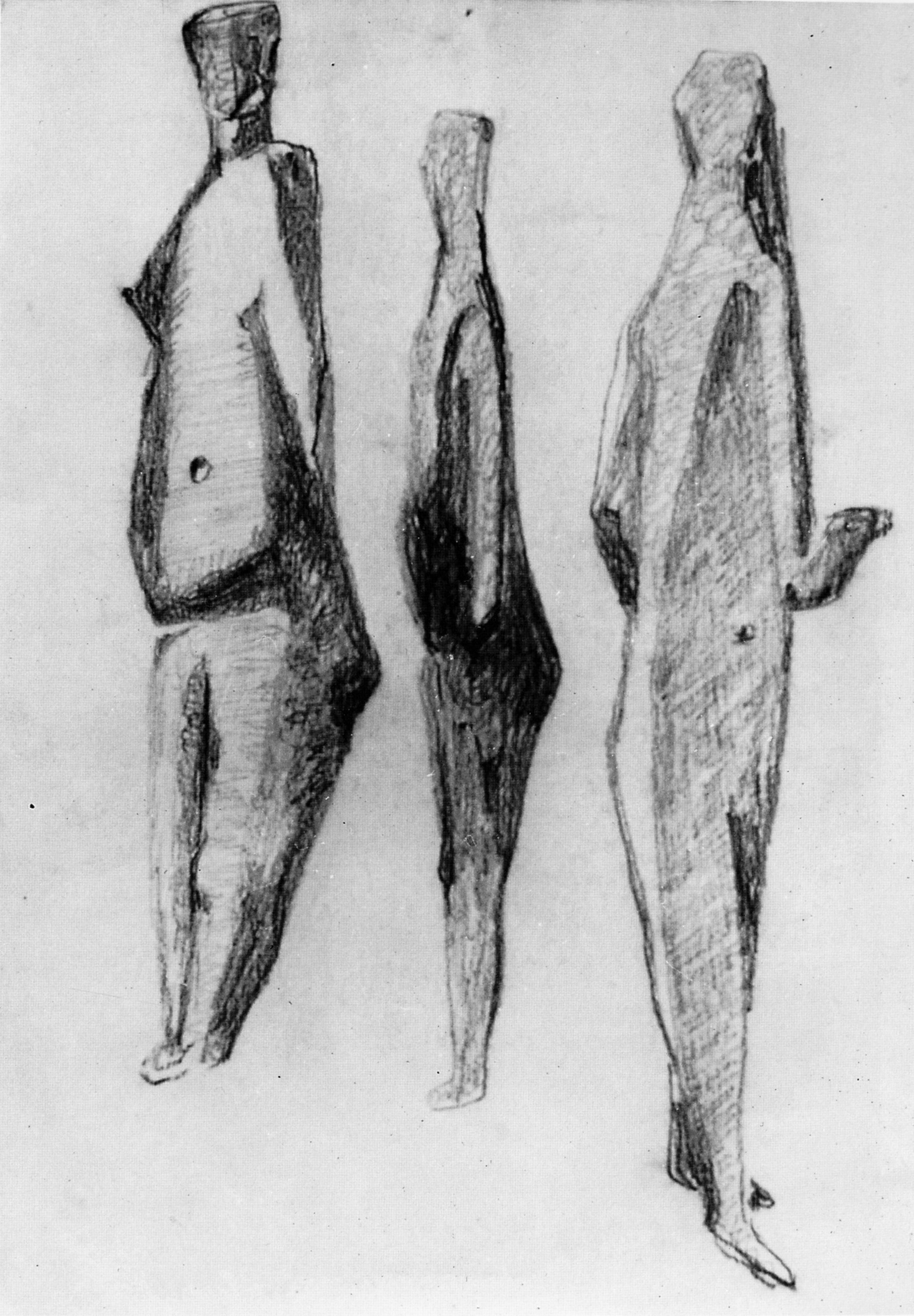